# Gunnar Bentz
Joseph „Gunnar“ Bentz (* 3. Januar 1996 in Atlanta, Georgia) ist ein ehemaliger Schwimmer aus den Vereinigten Staaten. Er erhielt bei Olympischen Spielen eine Goldmedaille und bei Panamerikanischen Spielen eine Silber- und eine Bronzemedaille.

## Karriere
Gunnar Bentz besuchte die St. Pius X Catholic High School und studierte ab 2014 an der University of Georgia.
Bei den Juniorenweltmeisterschaften 2013 gewann Bentz sowohl über 200 als auch über 400 Meter Lagen. Mit der 4-mal-200-Meter-Freistilstaffel erschwamm er die Bronzemedaille und über 200 Meter Brust belegte er den fünften Platz. Hinzu kam eine Bronzemedaille mit der Mixed-Lagenstaffel, in der Bentz die Brustlage schwamm. 2015 bei den Panamerikanischen Spielen in Toronto erkämpfte Bentz mit der 4-mal-200-Freistilstaffel die Silbermedaille hinter den Brasilianern. Über 200 Meter Lagen wurde er Dritter hinter den Brasilianern Henrique Rodrigues und Thiago Pereira. Im Jahr darauf bei den Olympischen Spielen in Rio de Janeiro trat Bentz im Vorlauf der 4-mal-200-Meter-Freistilstaffel an. Clark Smith, Jack Conger, Gunnar Bentz und Ryan Lochte schwammen hinter den Briten die zweitschnellste Zeit. Im Endlauf waren Conor Dwyer, Townley Haas, Ryan Lochte und Michael Phelps sechs Sekunden schneller als die Vorlaufstaffel und siegten mit zweieinhalb Sekunden Vorsprung vor den Briten und den Japanern. Wie seit 1984 üblich, erhielten auch die nur im Vorlauf eingesetzten Schwimmer Medaillen.
In den nächsten Jahren konnte sich Bentz nur selten für internationale Meisterschaften qualifizieren. 2018 schied er bei den Kurzbahnweltmeisterschaften in Hangzhou im Vorlauf über 200 Meter Lagen aus. Im Jahr darauf war er bei den Panamerikanischen Spielen 2019 für die 200 Meter Lagen gemeldet, trat aber nicht an. Nach dem durch die COVID-19-Pandemie bedingten Ausfall fast aller Meisterschaften im Jahr 2020 fanden erst 2021 die Olympischen Spiele in Tokio statt. Über 200 Meter Schmetterling erreichte Bentz als einziger Schwimmer aus den Vereinigten Staaten das Finale und belegte den siebten Platz.